# Magnus Striet
Magnus Striet (* 1964 in Rheine) ist ein deutscher katholischer Theologe. Er ist Professor für Fundamentaltheologie an der Universität Freiburg im Breisgau.

## Leben
Nach dem Studium der Katholischen Theologie, Germanistik und Geschichte war er von 1994 bis 2000 Wissenschaftlicher Mitarbeiter am Seminar für Dogmatik und Dogmengeschichte in Münster. 1998 wurde er über das Subjekt in Nietzsches Spätphilosophie „Das Ich im Sturz der Realität“ zum Dr. theol. in Freiburg promoviert. Er habilitierte sich 2001 in Münster mit einer Arbeit zum Thema „Offenbares Geheimnis – Zur Kritik der negativen Theologie“ und erhielt die Venia legendi für das Fach Dogmatik und Dogmengeschichte. 
Nach Lehrstuhlvertretungen in Tübingen, Osnabrück und Münster wurde er 2004 zum Professor für Fundamentaltheologie (seit 2017: Fundamentaltheologie und Philosophische Anthropologie) an der Katholisch-Theologischen Fakultät der Universität Freiburg berufen. Vom 1. April 2008 bis 28. Februar 2010 stand er der Theologischen Fakultät der Universität Freiburg als Dekan vor, von 2015 bis 2017 war er Prodekan. 
Seit 2011 ist er kooptiertes Mitglied der Philosophischen Fakultät der Universität Freiburg. Im selben Jahr lehnte er Rufe an die Universitäten Münster und Wien ab.
Im Jahr 2021 wurde Magnus Striet in der Sektion Kulturwissenschaften als Mitglied in die Nationale Akademie der Wissenschaften Leopoldina aufgenommen.
Magnus Striet ist Vorsitzender der GE-Kommission („Gemeinsame Erklärung“) zur Aufarbeitung von sexuellem Missbrauch in der Erzdiözese Freiburg.
Striet ist verheiratet und Vater von vier Kindern.

## Wirken
Arbeitsschwerpunkte von Striet sind die Anthropologie, Gotteslehre und Eschatologie. Striet befasst sich insbesondere mit Fragen der Theologischen Anthropologie und der Gotteslehre, er wendet sich dabei auch schwierigen Fragestellungen wie der Theodizeedebatte zu. Sehr stark ausgeprägt ist bei ihm der Dialog zwischen Theologie und Philosophie, mit einem Schwerpunkt auf die neuzeitliche Freiheitsphilosophie.
Er ist Unterzeichner des Memorandums „Kirche 2011: Ein notwendiger Aufbruch“ und Mitherausgeber der Reihe ratio fidei – Beiträge zur philosophischen Rechenschaft der Theologie.

## Schriften
- Unheilige Theologie (Hrsg.). Herder, Freiburg 2019, ISBN 978-3-451-38509-4
- Ernstfall Freiheit. Arbeiten an der „Schleifung der Bastionen“. Herder, Freiburg 2018, ISBN 978-3-451-38159-1
- Gottes Schweigen. Auferstehungssehnsucht – und Skepsis. Grünewald, Mainz 2015, ISBN 978-3-7867-3033-0.
- In der Gottesschleife. Von religiöser Sehnsucht in der Moderne. Herder, Freiburg im Breisgau/Basel/Wien 2014, ISBN 978-3-451-30686-0.
- als Herausgeber: Wiederkehr des Atheismus. Fluch oder Segen für die Theologie? Herder, Freiburg im Breisgau/Basel/Wien 2008, ISBN 978-3-451-29821-9.
- Krippengeflüster. Weihnachten zwischen Skepsis und Sehnsucht. Matthias-Grünewald, Ostfildern 2007, ISBN 978-3-7867-2678-4.
- als Herausgeber mit Michael Kappes, Raimund Litz, Saskia Wendel (Hrsg.): Grundkurs Philosophie. Brennpunkte philosophischer Theologie. 2 Bände, Butzon & Bercker, Kevelaer:
  - Band 1: Grundlagen. 2004, ISBN 978-3-7666-0506-1.
  - Band 2: Materialien. 2004, ISBN 978-3-7666-0569-6.
- Offenbares Geheimnis. Zur Kritik der negativen Theologie (= Ratio fidei. Beiträge zur philosophischen Rechenschaft der Theologie. Bd. 14). Pustet, Regensburg 2003, ISBN 3-7917-1822-3 (Habilitationsschrift, Universität Münster, 2001).
- Der neue Mensch? Unzeitgemäße Betrachtungen zu Sloterdijk und Nietzsche. Knecht, Frankfurt am Main 2000, ISBN 3-7820-0849-9.
- Das Ich im Sturz der Realität. Philosophisch-theologische Studien zu einer Theorie des Subjekts in Auseinandersetzung mit der Spätphilosophie Nietzsches (= Ratio fidei. Beiträge zur philosophischen Rechenschaft der Theologie. Bd. 1). Pustet, Regensburg 1998, ISBN 3-7917-1624-7 (Dissertation, Universität Münster, 1997/98).
- Alte Formeln – lebendiger Glaube – Das Glaubensbekenntnis ausgelegt für die Gegenwart. Herder, Freiburg 2024, ISBN 978-3-451-39859-9